# 少女車神
《少女車神》，片名正如知名的意大利国际拉力赛一样，是一部2016年的意大利电影，导演是Matteo Rovere，他的灵感来自于拉力赛赛车手 Carlo Capone。

## Trama
Giulia De Martino 是一个年仅17岁的赛车手。她参加了著名的意大利GT冠军锦标赛。而在锦标赛的第一场比赛期间，她的父亲突发血管梗死而去世了。在她父亲的葬礼上，与她有十年未见的哥哥Loris出现了。Loris现在是一个瘾君子，可他以前却是一名天才赛车手。之后，Loris带着的同居女友回到了老房子里居住，而Giulia和她年幼的弟弟Nico不得不接受了他们，因为他们的母亲早就抛弃了他们，而父亲的去世使得姐弟俩没有合法的监护人，若不接受Loris，他们则要被社会救助所收留。